# Варгас Пассос, Фрэнк

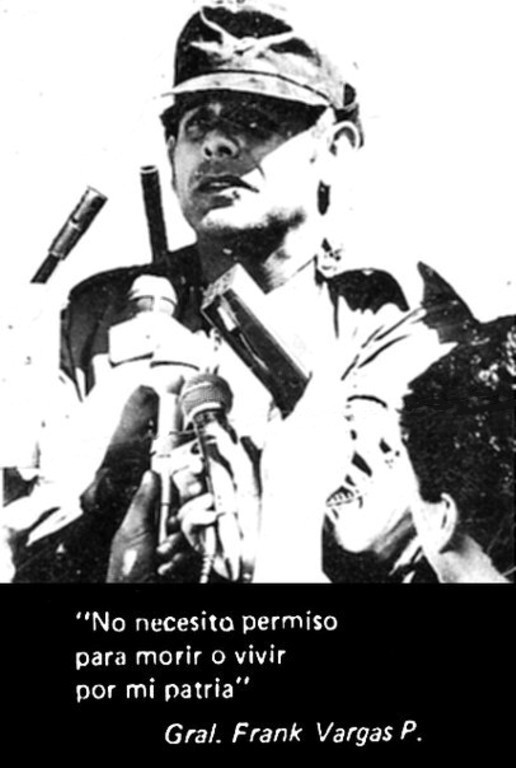
«Мне не нужно разрешение, чтобы умереть или жить ради своей страны». Ф. Варгас Пассос, 1986

Фрэнк Ва́ргас Па́ссос (исп. Frank Vargas Pazzos, 18 июля 1934 года, г. Чоне, пров. Манаби, Эквадор) — эквадорский политик и военный, генерал-лейтенант эквадорских ВВС, бывший главнокомандующий вооружёнными силами Эквадора.

## Биография
Родился восьмым в многодетной (7 дочерей и 5 сыновей) богатой крестьянской семье полковника в отставке, воевавшего в войсках национального героя страны Элоя Альфаро. Несмотря на достаток в семье, в детстве работал на полях, на скотоводческой ферме своих родителей, сажал и собирал кофе, какао, маис, рис и фрукты, чтобы оплачивать свою учёбу.
Учился в школе в Чоне, где преуспел в спорте. Продолжил образование в Национальном колледже в Портовьехо где учился его старший брат Рене (также со временем ставший генералом), который также решил стать военным. Затем окончил Национальный институт Мехиа.
Поступил в Высшее военное авиационное училище (ESMA) в Салинасе, откуда после первого курса как отличник был отправлен в Военную школу летчиков Лаклан ВВС США (Сан-Антонио, Техас) в 1955 году и 5 июля 1957 года окончил его в качестве пилота. По возвращении в Эквадор служил на авиабазе в Гуаякиле в звании младшего лейтенанта. Служил также на военных базах в Салинасе и Тауре, летал на Т-6 Тексане, Троян Т-28 Трояне, Глостер Метеоре, БАК Страйкмастере. С 1960 — лейтенант.
Находясь в должности инструктора авиабазы Таура, 5 апреля 1961 года руководил актом неповиновения с целью защиты прав и изменения материального положения полуголодного и плохо размещённого солдатского состава перед президентом Хосе Веласко Ибарра (когда президент не захотел его слушать, отодвинул в сторону и начал уходить, Ф. Варгас Пассос скомандовал: «Солдаты, целься!» и сделал доклад испугавшемуся президенту, за что ненадолго был арестован). В 1963 году, при падении режима Х. Веласко Ибарры, убедил своё командование не вмешиваться в конфликт силами ВВС.
В 1967 году в тяжёлых условиях сумел совершить аварийную посадку на Douglas C-47 Skytrain с 15 курсантами лётной школы на борту.
В 1968 году поступил в Школу дипломатии и международных наук Университета Гуаякиля, которую окончил с отличием. В октябре получил звание майора. Как лучший выпускник курса был отправлен в Испанию для дополнительного курса обучения.
В 1969 году был назначен начальником базы ВВС Таура, близ Гуаякиля. В октябре получил звание шеф-пилота ВВС Эквадора. С мая 1973 года — подполковник, служил в штабе ВВС. Помог организовать среднюю школу в г. Ла Либертад, которая с тех пор носит его имя. В январе 1975 года ему пришлось отрицать распространяющиеся в стране настойчивые слухи о государственном перевороте в его пользу.
В 1979—1980 годах был военным атташе в Лондоне. С 1980 года — бригадный генерал ВВС, командующий II воздушной зоной (Гуаякиль). В 1981 году прошёл учебные курсы в Израиле и Бразилии. С декабря 1983 года — командующий ВВС Эквадора.
В 1983 году был назначен главой Объединенного командования (главнокомандующим) вооруженных сил Эквадора. В 1984 году был награждён Большим крестом Военно-воздушных сил Венесуэлы.
7 марта 1986 года поднял военный мятеж, поддержанный советом адмиралов ВМФ Эквадора и вместе со своими сторонниками перебрался на основную авиабазу ВВС Эквадора Элой Альфаро около Кито. Хотя мятеж был поддержан населением и частью армии, Ф. Варгас Пассос не пошёл на обострение ситуации и не высказал претензий на взятие власти в стране.
В результате в отставку подали обвинённые в злоупотреблении служебным положением и коррупции министр обороны Луис Пинейрос Ривера, главком сухопутных сил Мануэль Мария Альбуха и командующий ВВС Хорхе Андраде, участвовавшие в сделке по покупке новейшего на тот момент самолета Fokker 100 за 16 млн долларов с ценовой премией в четыре миллиона долларов при цене в 12 миллионов. Самолет предназначался для использования авиакомпанией TAME для коммерческих и военных полетов на внутренних маршрутах.
14 марта 1986 года был отстранён от должности и, после краткого противостояния, в результате которого погибло несколько военных и гражданских лиц, арестован. После расследования событий виновные указаны не были, однако Ф. Варгас Пассос оставался в заключении, несмотря на то, что Конгресс объявил амнистию, которую президент отказался признать.
Утром 14 января 1987 года гарнизон авиабазы Таура (включая охрану из коммандос) задержал президента страны Л. Фебреса-Кордеро, министра обороны, командующего сухопутными войсками, главнокомандующего Объединенным командованием вооруженных сил и ряд других высокопоставленных чиновников и генералов во время протокольного визита на авиабазу (позже это событие получило название «Таурасо»). Во время захвата президента и членов его окружения один из президентских охранников ранил троих мятежников, ответным огнём один из охранников был убит и двое ранены; несколько человек пытались оказать активное сопротивление и к ним была применена сила. Среди мятежников были сын генерала, тоже офицер-лётчик и начальник сил обороны базы. Через 12 часов, вечером того же дня, захваченные были отпущены в обмен на освобождение генерала Ф. Варгаса Пассоса, амнистию за действия того дня и официальную публикацию соответствующего закона. Тем не менее 21 января большинство повстанцев были захвачены группой спецназа морской пехоты и арестованы (позже 62 коммандос были приговорены к тюремному заключению, освобождены в декабре 1988 года президентом Родриго Борха Севальосом, в 2008 году все они были оправданы Учредительной Ассамблеей Эквадора).
Уволенный из армии, Ф. Варгас Пассос баллотировался кандидатом в президенты в 1988, 1992 и 1996 годах от блока «Патриотическое объединение народа» и небольшой партии Революционное народное действие (APRE) (социалистической направленности), набрав, соответственно, 12,63 (3-е место на выборах), 3,15 и 4,93 % голосов.
В 1994 году был избран депутатом парламента.
В президентство Абдалы Букарама занимал пост министра правительства (аналогично министерству внутренних дел).
В 2002 году выступал кандидатом на пост вице-президента от Эквадорской Рольдосистской партии (PRE) (баллотировавшийся на пост президента Хакобо Букарам набрал 11,9 % голосов).
10 декабря 2008 года публично приехал проститься с умиравшим в клинике Гуаякиля бывшим президентом Л. Фебресом-Кордеро (этот факт имел особое значение, поскольку незадолго до этого военнослужащие, участвовавшие в задержании бывшего президента в 1987 г., были публично помилованы президентом Рафаэлем Корреа. Позже стало известно, что экс-президент тогда признал, что был неправ в ситуации с генералом.
Унаследованную от отца часть семейных сельхозугодий передал наиболее нуждающимся крестьянам.
Во время службы имел прозвище El Loco (Сумасшедший), позже — El General del Pueblo (Народный генерал). Считался офицером и генералом с превосходными интеллектуальными и техническими навыками.
Отличный боец каратэ и рукопашного боя.